# Zebra

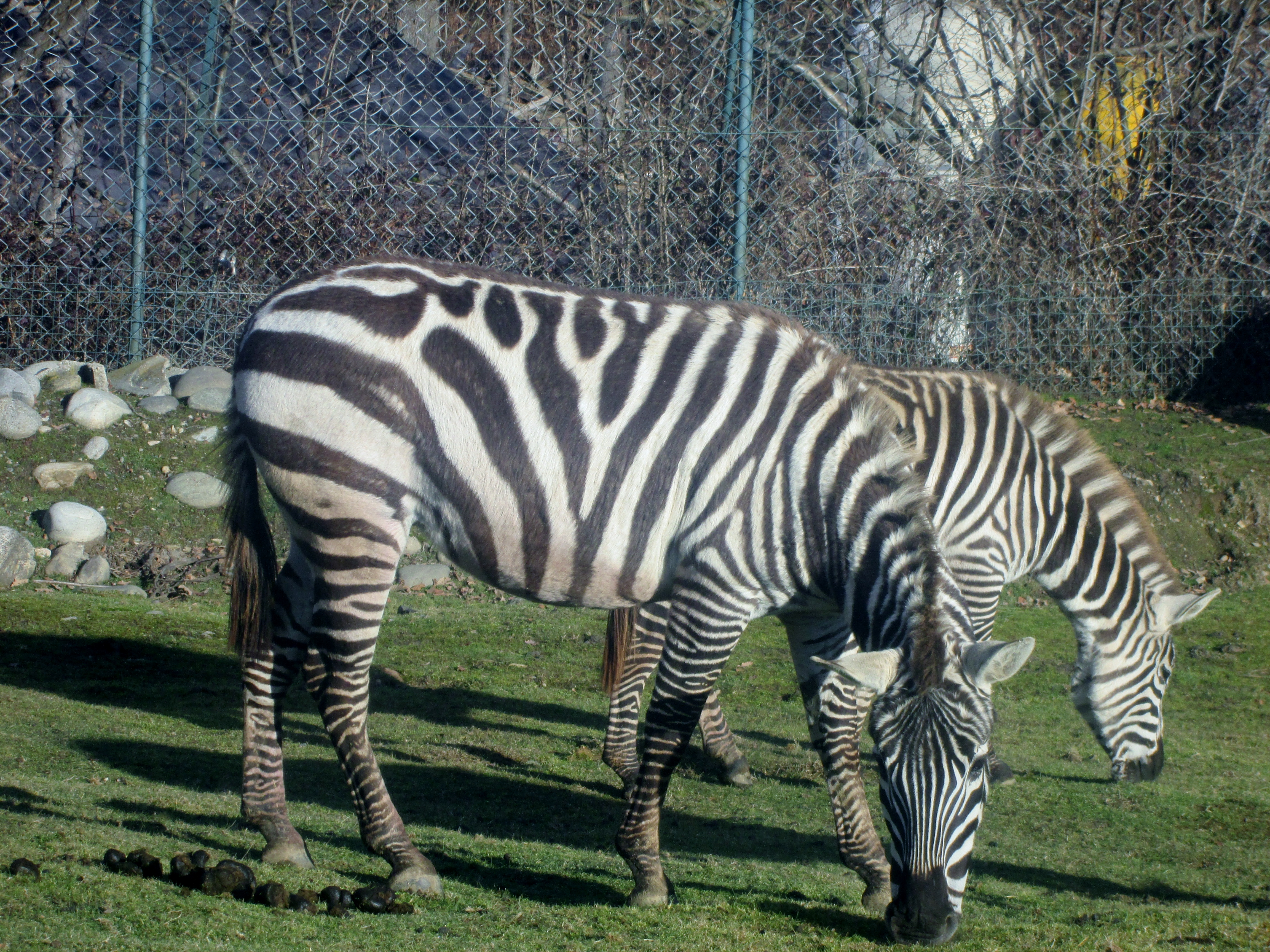
Zebre al Parco Safari di Pombia.

La zebra è un mammifero perissodattilo erbivoro, appartenente, come il cavallo, alla famiglia degli Equidi.
Distribuite nelle regioni orientali e meridionali dell'Africa, le zebre si distinguono marcatamente dagli altri membri della famiglia per le striature nere o brune-rossastre, alternate a bande chiare, bianche o giallastre, verticali sui quarti anteriori, che spesso tendono all'orizzontale sui quarti posteriori dell'animale.
Molti zoologi ritengono che le strisce fungano da meccanismo di mimetizzazione, anche se alcuni credono che giochino un ruolo nelle loro interazioni sociali, agendo come mezzo di distinzione di un individuo in mezzo agli altri, a causa di lievi variazioni nelle strisce.
Secondo alcune teorie, le striature aiuterebbero le zebre restando unite in branco, a confondere i predatori, come i leoni e le iene, i quali, specie di giorno, hanno una vista limitata dato che non possiedono la capacità a distinguere tutti i colori della savana. La durata della vita non supera in media i 28 anni mentre le antilopi, con una colorazione del manto meno vistosa, vivono in media dai 32 ai 34 anni. Gli esperti zoologi sono d'accordo nel dire che le zebre siano nere a strisce bianche, tant'è che gli antenati delle zebre erano completamente scuri e che le strisce vengono generate solo al termine della fase embrionale.
Infine, una ricerca dell'Università di Bristol è riuscita a dimostrare come la funzione di queste striature sia quella di proteggere le zebre da quegli insetti (soprattutto i tafani) che succhiano il sangue e che sono portatori di malattie mortali, come la peste equina: le strisce, infatti, pare che tendano a infastidire il sistema visivo degli insetti durante gli ultimi momenti di avvicinamento.
Nel 2019 è stato avvistato un primo esemplare di zebra a pois, nato in una riserva naturale in Kenya, con manto scuro e macchie bianche, ma alcuni studiosi temono che si possa trattare di un allarmante segno di una mutazione genetica rischiosa per la specie.

## Tassonomia

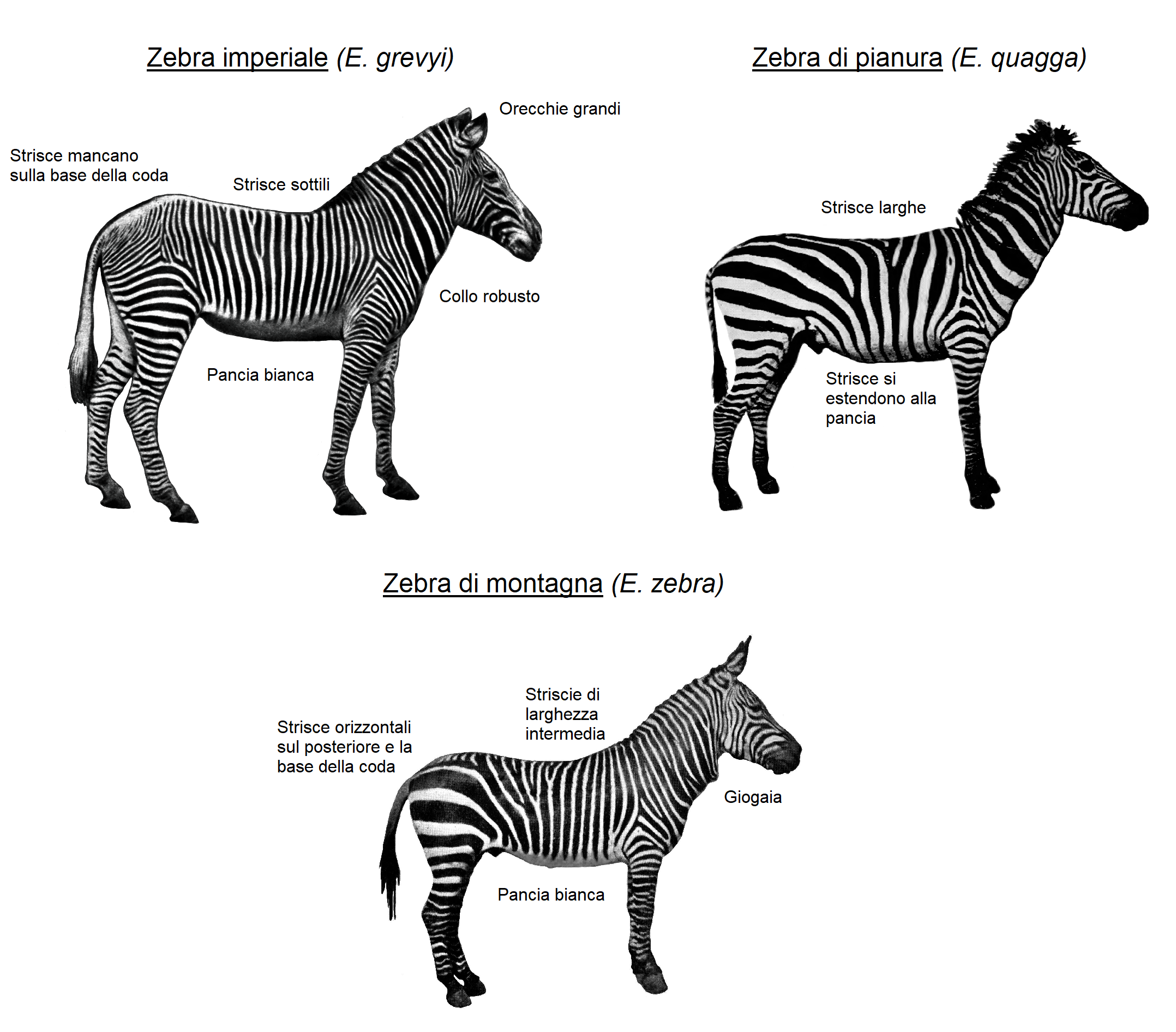
Illustrazione comparativa delle tre specie

Lo stato tassonomico di alcune sottospecie è controverso. Una recente revisione ne riconosce tre specie e otto sottospecie:
- Equus quagga (zebra delle steppe).
  - Equus quagga boehmi (Matschie, 1892) - zebra di Grant
  - Equus quagga borensis (Lönnberg, 1921) - zebra del Selous
  - Equus quagga burchellii (Gray, 1824) - zebra di Burchell
  - Equus quagga chapmani (Layard, 1865) - zebra di Chapman
  - Equus quagga crawshayi (De Winton, 1896) - zebra di Crawshay
  - Equus quagga quagga †; (Boddaert, 1785) - quagga
- Equus zebra (zebra di montagna)
  - Equus zebra zebra (zebra del Capo)
  - Equus zebra hartmannae (zebra di Hartmann)
- Equus grevyi (zebra di Grevy)

La zebra delle steppe (Equus quagga, già Equus burchelli) è la più comune e conta in tutto sei sottospecie: una è oramai estinta (Equus quagga quagga), le altre cinque sono distribuite ampiamente in Africa orientale e meridionale. Fa parte insieme alla Zebra delle montagne (Equus zebra) al sottogenere Hippotigris.
La zebra delle montagne (Equus zebra), diffusa in Africa del Sud, tende ad avere un mantello lucido, con ventre bianco e strisce più sottili rispetto alla Zebra delle steppe. È una specie in pericolo di estinzione. Fa parte insieme alla zebra delle steppe (Equus quagga) al sottogenere Hippotigris.
La zebra di Grevy (Equus grevyi) è la più grande delle zebre viventi. La si riconosce dalle orecchie arrotondate e dalle striature nere più sottili e fitte. Con una criniera eretta e una testa lunga e stretta che la rende simile a un mulo. Vive nelle zone semiaride di Etiopia, Somalia e Kenya settentrionale. Anch'essa è in pericolo d'estinzione. È l'unica rappresentante del sottogenere Dolichohippus.

## Interazioni con l'uomo

### Addomesticamento
Sono stati fatti tentativi di allenare zebre per l'equitazione, in quanto hanno una resistenza migliore rispetto ai cavalli alle malattie africane. La maggior parte di questi tentativi non è riuscita, però, a causa della natura più imprevedibile della zebra e della tendenza al panico sotto lo stress. Per questo motivo si preferiscono zebra-muli o zebroidi (incroci tra qualsiasi specie di zebra e cavallo, pony, asino o mulo) rispetto a zebre pure.

### Conservazione
L'uomo moderno ha avuto un grande impatto sulla popolazione delle zebre. Le zebre erano e sono ancora cacciate per le loro pelli e per la carne. Sono anche in concorrenza con il bestiame per il foraggio.
La zebra della montagna del Capo è stata cacciata fin quasi all'estinzione. Nel 1930, meno di 100 individui erano sopravvissuti. Da allora la popolazione è aumentata a circa 700 grazie agli sforzi di conservazione. Ambedue le sottospecie della zebra di montagna sono attualmente protette nei parchi nazionali, ma sono ancora in pericolo.
Anche la zebra di Grévy è in pericolo. La caccia e la concorrenza con il bestiame ne hanno notevolmente ridotto la popolazione. A causa delle piccole dimensioni della popolazione, le avversità ambientali, come per esempio la siccità, sono in grado di mettere a rischio l'intera specie.
Le zebre di pianura sono molto più numerose e hanno una popolazione sana. Tuttavia, anch'esse sono state ridotte di numero dalla caccia e dalla riduzione di habitat a favore dell'agricoltura. Una sottospecie, il quagga, è ora estinta.